# 뇌박
뇌박(雷薄, ? ~ ?)은 중국 후한 말의 무장이다.

## 행적
원술(袁術)을 섬겼다.
동료 진란(陳蘭)과 함께 원술을 배반하고 도망쳐 산적이 되었다.
199년, 가짜 황제를 자칭한 원술이 조조(曺操)에게 대패하여 자신들에게 의지해오자 진란과 함께 수락을 거절하였다. 결국 원술은 제위를 형 원소(袁紹)에게 양보해 청주의 원담(袁譚)에게로 가는 도중에 죽었다.
그 후, 뇌박에 대한 기록은 찾아볼 수 없다.

## 《삼국지연의》에서의 뇌박
196년, 서주 전투에서 기령(紀靈)이 인솔하는 유비 토벌군에 참가하지만 여포(呂布)에 의해 중재되어 군사를 돌렸다. 198년, 수춘 전투에서는 제4군을 인솔해 참가했으나 아군이던 양봉(楊奉)과 한섬(韓暹)이 진등(陳登)과 내통하여 여포에게 붙자 대패했다.
이후, 정사와 같이 원술의 사치에 질려 동료 진란과 함께 도망쳐 숭산에 들어가 산적이 되었으나, 199년, 원소에게로 가던 원술이 유비(劉備)에게 대패하자 진란과 함께 원술군을 습격해 금품을 강탈하여 원술의 상황을 더욱 처참하게 만들었다.